# Maria Gaspari
Maria Gaspari (Pieve di Cadore, 9 dicembre 1991) è una giocatrice di curling italiana, di Cortina d'Ampezzo atleta del Curling Club Tofane.

## Nazionale
Il suo esordio con la nazionale misti è stato il campionato europeo misti di curling del 2011, disputato a Copenaghen, in Danimarca: in quell'occasione l'Italia si piazzò al sesto posto.
Nel 2012 entra nella formazione della nazionale assoluta con cui ha partecipato ad un campionato europeo ed a un campionato mondiale
CAMPIONATI
Nazionale assoluta:
- Mondiali
  - 2013 Riga ( Lettonia) 10°
- Europei
  - 2012 Karlstad ( Svezia) 6°

Nazionale mista:
- Europeo misto
  - 2012 Copenaghen ( Danimarca) 6°

## Campionato italiano
Maria ha preso parte ai campionati italiani di curling con il Curling Club Tofane ed è stata 4 volte campionessa d'Italia:
- campionato italiano assoluto:
  - 2011  con Giorgia Apollonio, Federica Apollonio, Stefania Menardi e Claudia Alverà
  - 2012 
  - 2013  con Giorgia Apollonio, Federica Apollonio, Stefania Menardi e Chiara Olivieri
- campionato italiano junior:
  - 2011  con Federica Apollonio, Stefania Menardi e Anastasia Mosca
  - 2012  con Federica Apollonio, Stefania Menardi e Anastasia Mosca
  - 2013  con Federica Apollonio e Stefania Menardi
- campionato italiano misto:
  - 2010 
  - 2011  con Valter Bombassei, Chiara Olivieri, Marco Constantini, Giorgia Casagrande e Massimo Antonelli

Maria nella stagione 2010/2011 ha vinto tre campionati, la Gaspari è l'unica atleta italiana ad aver vinto tre campionati assoluti nel curling durante la stessa stagione sportiva (2010/2011).